# 大日本帝国憲法第44条
大日本帝国憲法第44条（だいにほん/だいにっぽん ていこくけんぽう だい44じょう）は、大日本帝国憲法第3章にある、帝国議会についての規定である。

## 現代風の表記
1. 帝国議会の開会、閉会、会期の延長、及び停会は、両院が同時にこれを行わなければならない。
2. 衆議院の解散を命じられたときは、貴族院は、同時に停会しなければならない。

## 解説
帝国議会の開会、閉会、停会、及び衆議院の解散権は大日本帝国憲法第7条の規定で天皇にあり、勅命で行われた。貴族院を含む帝国議会、及び内閣に、その権限は無かった。